# Château Vauclair
Pour les articles homonymes, voir Vauclair.
Le château Vauclair, ou château Vauclerc, était le nom d'un château construit par le roi Henri II d'Angleterre, époux d'Aliénor d'Aquitaine, et duc d'Aquitaine par sa femme, à La Rochelle vers la fin du XIIe siècle, et aujourd'hui détruit.

## Description
Le château servait d'ouvrage de défense du port primitif de La Rochelle, situé sur le cours d'eau du Lafond, et qu'il dominait. Il s'inscrivait dans le cadre de la fortification de la ville entreprise depuis le début du siècle, une première enceinte ayant été érigée en 1130 par Guillaume X, duc d’Aquitaine et père d'Aliénor, puis une nouvelle entre 1160 et 1170.
L’enceinte du château, qui couvrait plus d’un hectare, était protégée par un rempart orné de quatre grosses tours d’angle, reliées entre elles par des courtines au parapet crénelé, et était entourée de profondes douves. La place d'armes du château se trouvait alors à l'emplacement de la cathédrale Saint-Louis. 
Le château n'avait pas pour seule fonction de loger la garnison, il devait abriter des logements habitables pour les personnes de distinction. Henri III, roi d'Angleterre, écrivait le 9 aout 1220 au maire de La Rochelle de vouloir bien recevoir dans le château sa sœur Jehanne et ses gardes. Au départ de la princesse, il fut remboursé cinquante marcs et demi "pour les dépenses faites pendant son séjour, à la commune de La Rochelle".

## Histoire
Le château est construit à l'initiative du duc d'Aquitaine, Henri II d'Angleterre, époux d'Aliénor d'Aquitaine, à La Rochelle vers la fin du XIIe siècle. Il s'inscrit dans la première enceinte de protection de la ville construite par le père d'Aliénor.
Situé sur l'actuelle place de Verdun, il avait pour fonction de protéger le port primitif de la ville. 
Il est le moyen essentiel pour le contrôle politique de l'Aunis, aussi bien à l'encontre des seigneurs voisins qu'à l'attention de la population de la ville pour laquelle il symbolise le pouvoir ducal.

### Guerre de Cent Ans
Après le traité de Brétigny (1360), La Rochelle passa sous domination anglaise, domination symbolisée par l'occupation du château par les Anglais. Lors du siège de la ville (1372) par les troupes du roi de France Charles V, les Rochelais ne pouvaient selon Froissart, « se tourner français tant que le chastel fût en la possession des Anglais ». Seul le stratagème du maire Jean Chaudrier permit de vider le château de ses troupes d'occupation et libérer la Rochelle de la domination anglaise. Dans les conditions du retour de la ville à la couronne de France, il fut stipulé outre la confirmation et l'extension des privilèges de la ville, que « le château de Vauclair serait rasé et que ses démolitions seraient employées à l'achèvement et à la défense du nouveau port. »
La vieille forteresse subit le sort que les Rochelais avaient exigé du roi Charles V, à l'exception des quatre tours d'angle que le roi se réserva pour servir de « prisons royales ». Cependant le roi promit, pour lui et ses successeurs, qu'il ne serait jamais plus élevé à La Rochelle aucun autre château ou forteresse. La promesse fut respectée jusqu'en 1622, date de la construction du fort Louis qui fut une des causes du siège de 1627. Les charrettes transportant les pierres de démolition traversant le canal Maubec sur le pont de Saint-Sauveur, ou de Mauclerc, les Rochelais en firent le dicton : « Par-dessus le pont Mauclerc a passé le château Vauclerc ».

### Époque Moderne

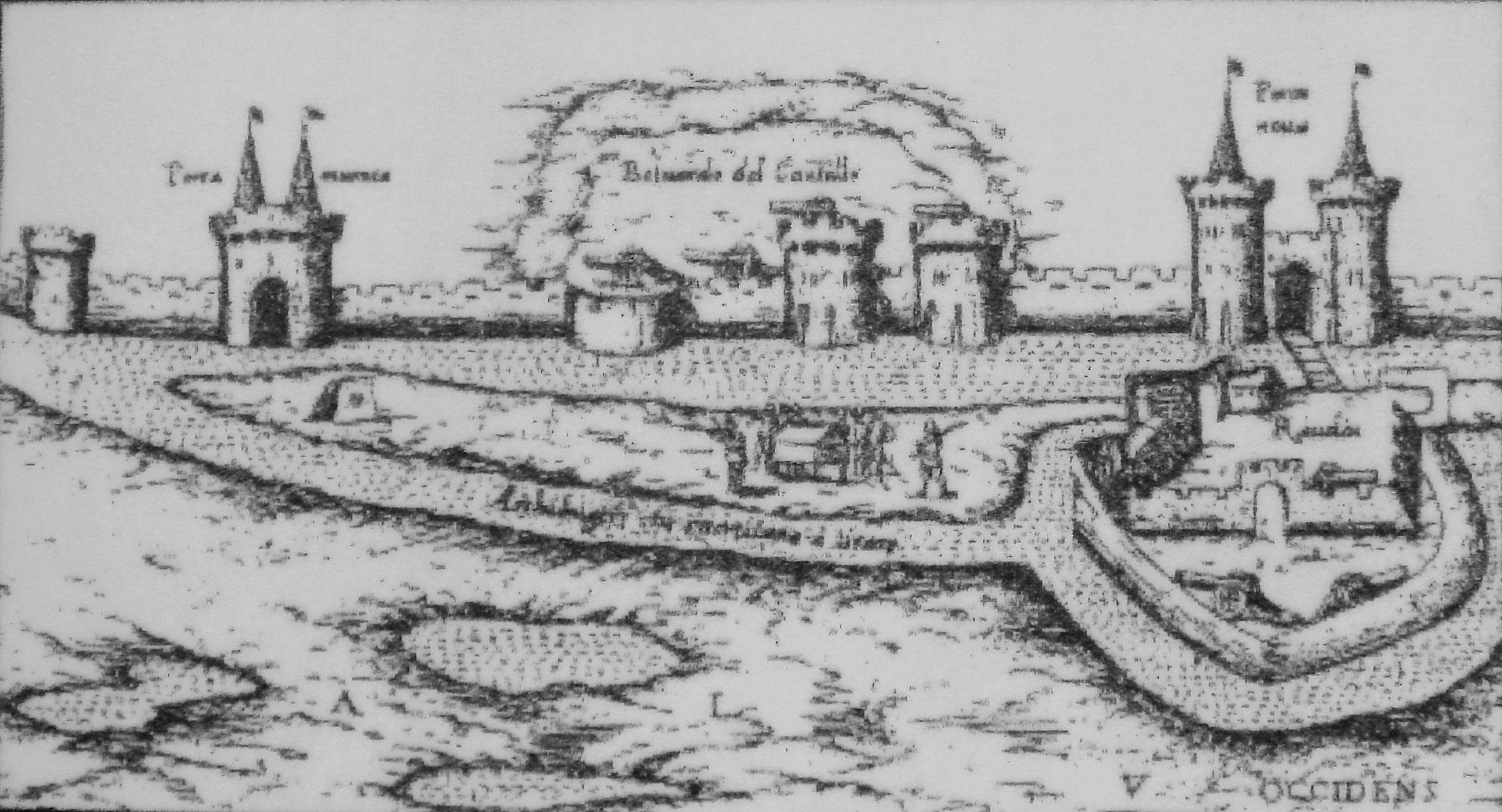
Les fortifications ouest de La Rochelle avec les tours restantes du château de Vauclair (centre), gravure par Antonius Lafreri, Rome, circa 1573

Les deux dernières tours, ayant subi les boulets des assiégeants pendant le siège de 1573, s'effondrèrent tout à coup et il ne resta plus rien du château.

### De nos jours

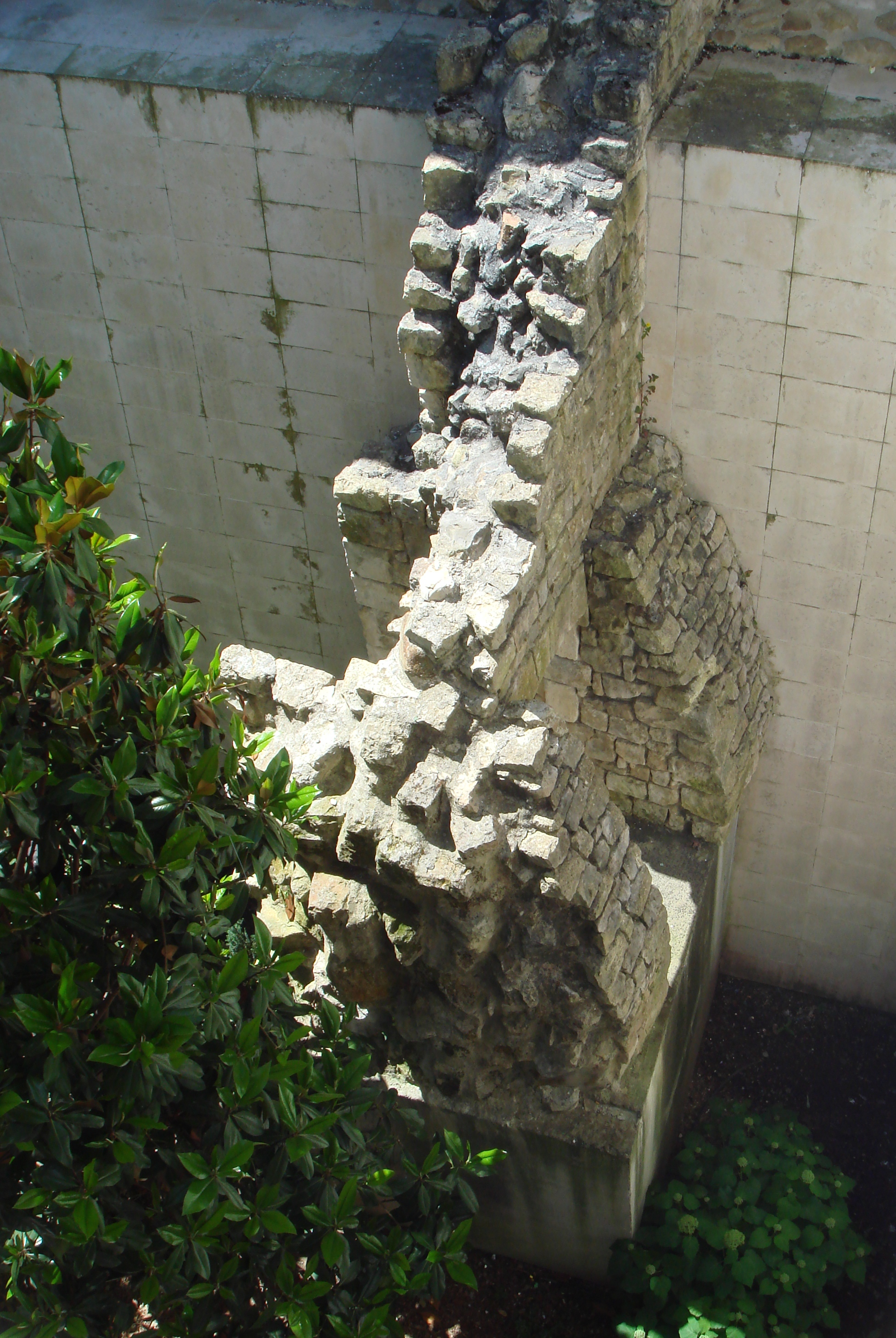
Vestige du château

Une partie des fondations de l’ouvrage a été mise au jour lors de la construction du parking souterrain (1995-1996) sous l’actuelle place de Verdun. Une partie des vestiges a été mise en valeur.

## Origine du nom
Selon Amos Barbot, un auteur du XVIe – XVIIe siècle, l'appellation Vauclair serait issue du latin valde clarum « grandement clair, lumineux ou blanc » et viendrait du fait que le château, au même titre que de nombreux bâtiments et ouvrages de la ville, était construit en pierres calcaires blanches extraites du sous-sol de la région. 
Les linguistes et les toponymistes réfutent ce genre d'explication qui ne repose sur aucune forme ancienne, en effet *valde clarum n'est pas attesté et aurait évolué phonétiquement en *Vaudeclair, forme non attestée également, de plus une formation toponymique ne peut pas être issue du latin classique, le mot valde n'ayant jamais été employé en gallo-roman, ni en toponymie française. Il s'agit d'une formation médiévale en Val- « val, vallée » suivi du mot « clair » que l'on retrouve dans les formations homonymes Vauclerc (Marne, Vallis Clara en 1218) et Vauclerc-et-la-Vallée-Foulon (Aisne, Valclarus en 1134).  

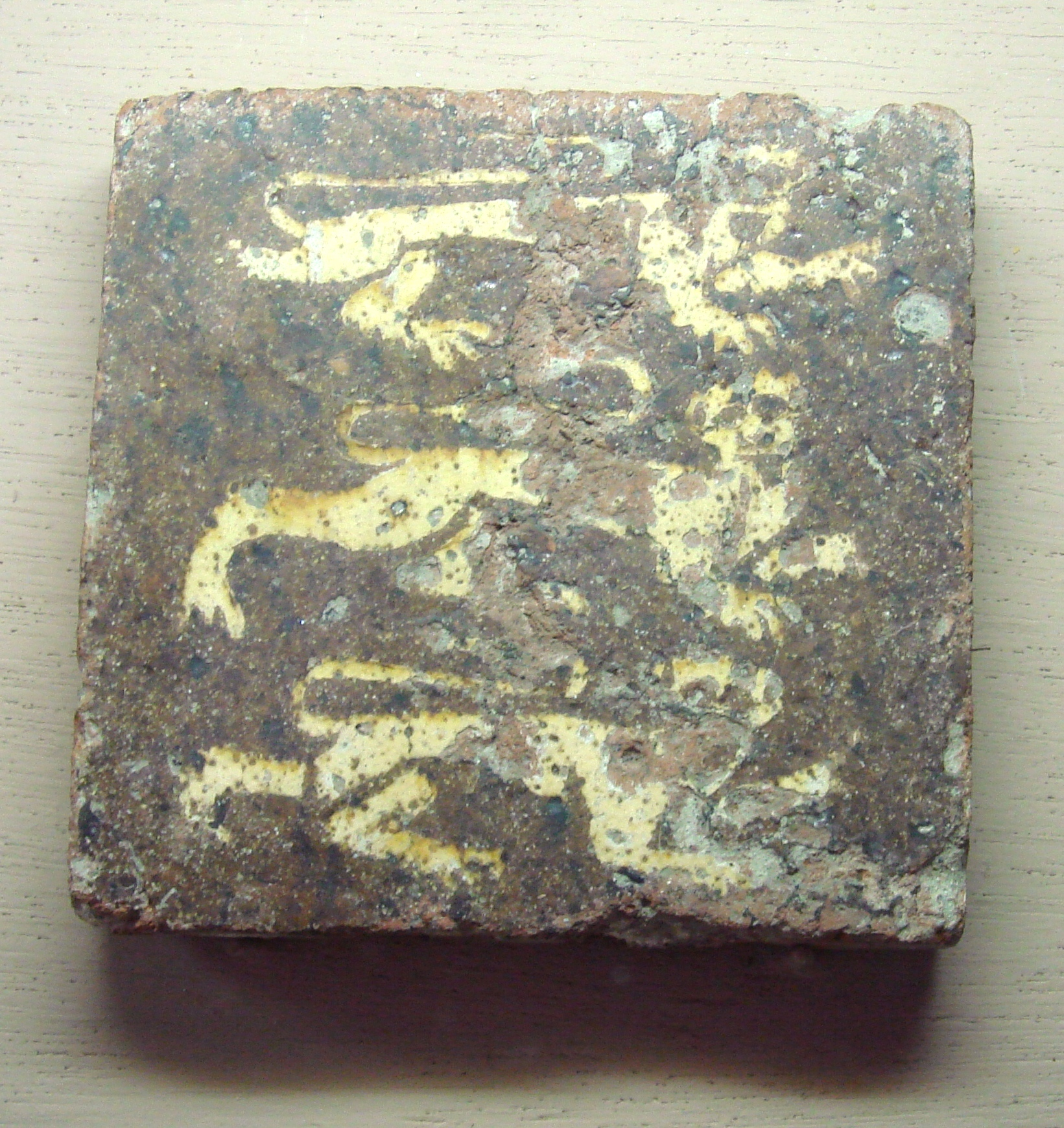
Carreau provenant des fouilles du château
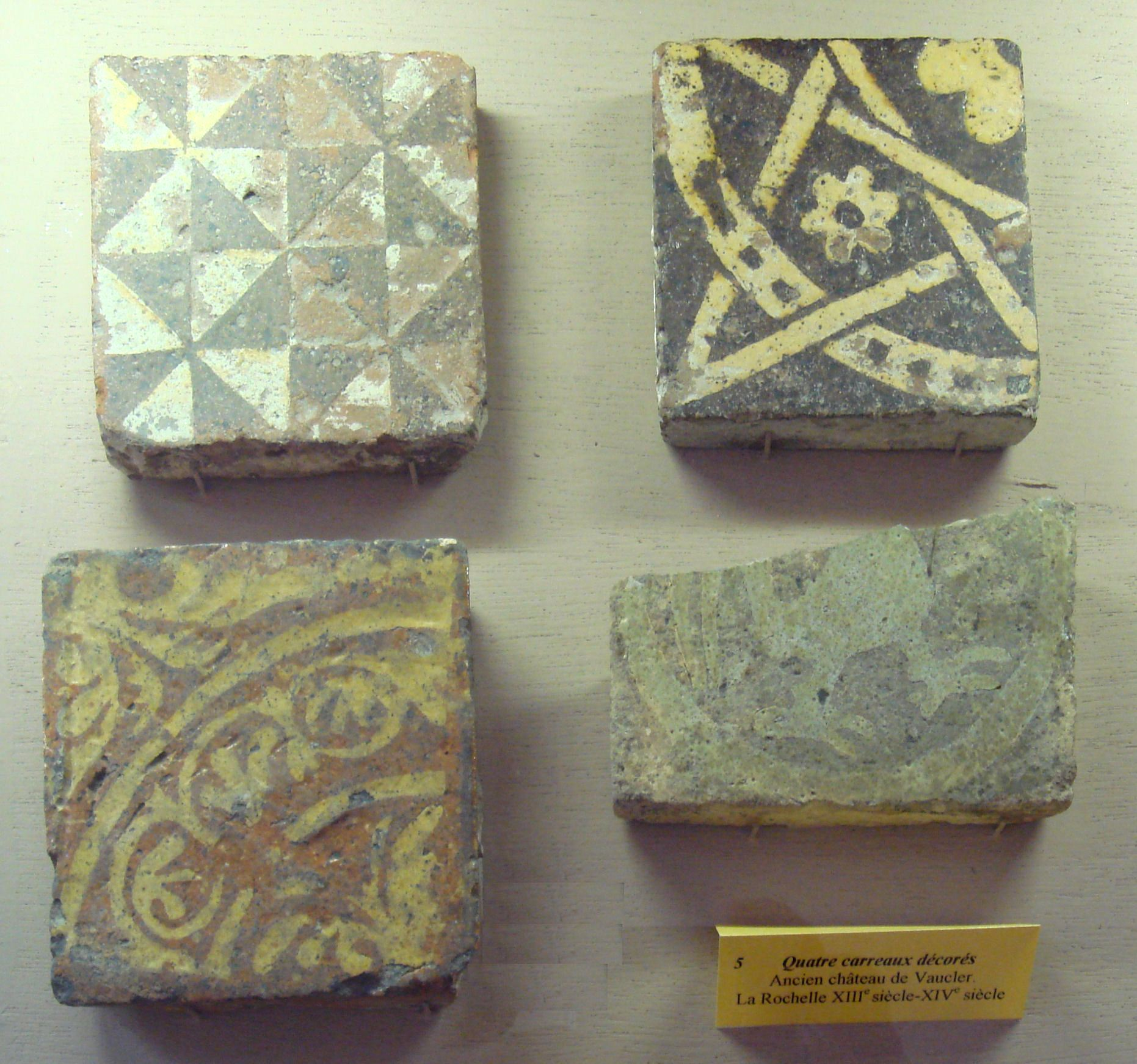
Carreaux provenant des fouilles du château
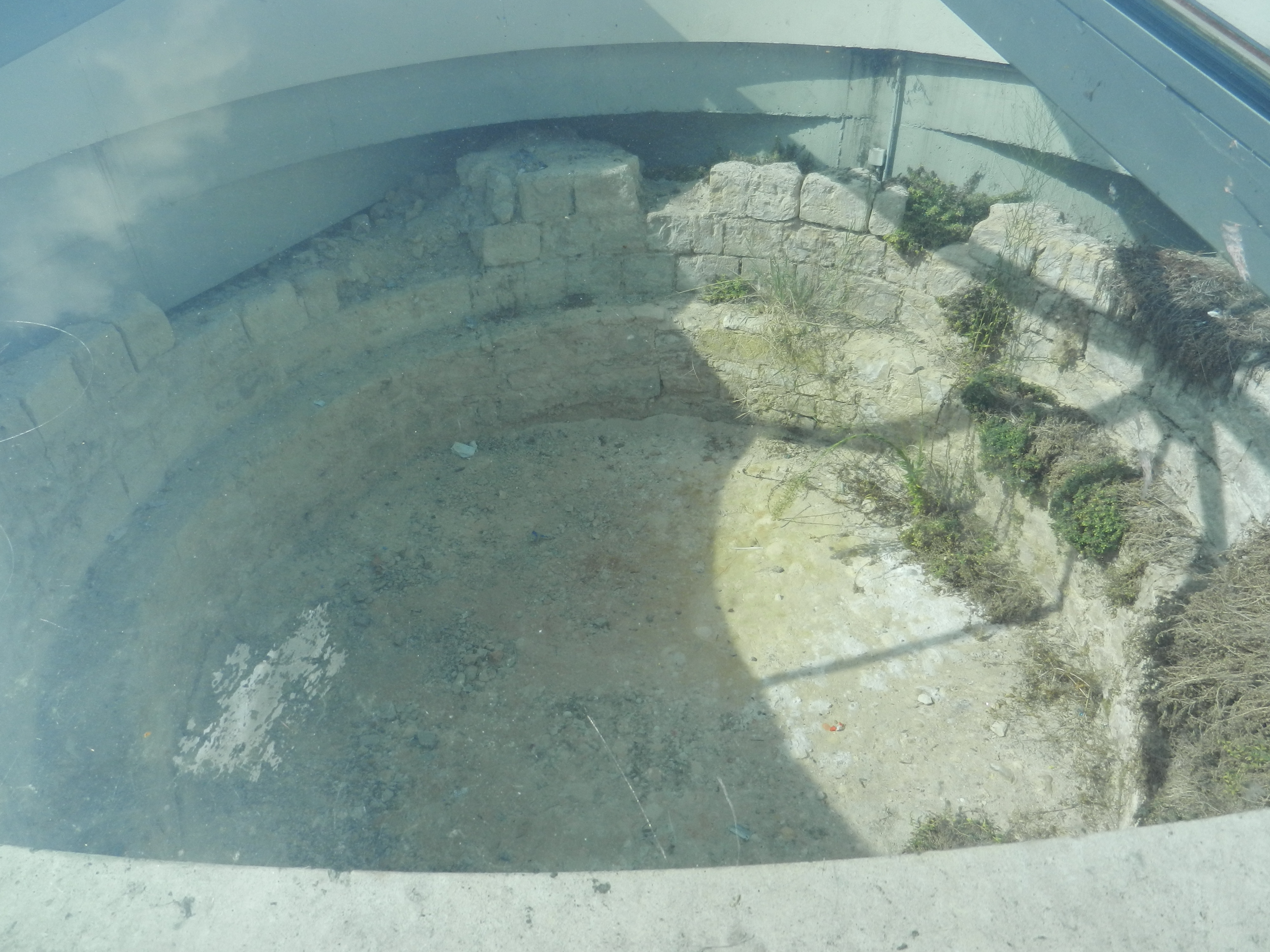
Vestige d'une tour du château mise en valeur après la réalisation du parking souterrain